# Amt Ziethen

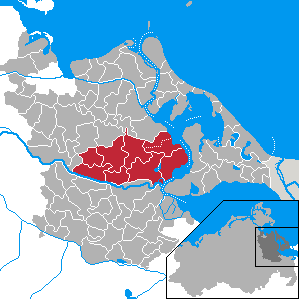
Amt Ziethen im Landkreis Ostvorpommern

Im Amt Ziethen im ehemaligen Landkreis Ostvorpommern in Mecklenburg-Vorpommern waren seit 1992 die neun Gemeinden Buggenhagen, Groß Polzin, Klein Bünzow, Lassan, Murchin, Pulow, Rubkow, Schmatzin und Ziethen zur Erledigung ihrer Verwaltungsgeschäfte zusammengeschlossen. Der Sitz der Amtsverwaltung befand sich in der Gemeinde Ziethen. Am 1. Januar 2005 wurde das Amt Ziethen aufgelöst. Die Gemeinden Groß Polzin, Klein Bünzow, Murchin, Rubkow, Schmatzin und Ziethen wurden zusammen mit fünf Gemeinden des ebenfalls aufgelösten Amtes Gützkow dem Amt Züssow zugeordnet, Buggenhagen, Lassan und Pulow wechselten in das Amt Am Peenestrom.